# Megan Mullally
Megan Mullally (ur. 12 listopada 1958 r. w Los Angeles w stanie Kalifornia, USA) – amerykańska aktorka i piosenkarka oraz prezenterka telewizyjna (prowadząca talk-show). Podwójna laureatka nagrody Emmy oraz poczwórna laureatka Nagrody Stowarzyszenia Aktorów Filmowych. Znana głównie z roli Karen Walker w serialu Will & Grace.
W 1999 roku na łamach magazynu The Advocate wyznała: "Uznaję się za osobę biseksualną i moja teoria jest taka, że każdy w istocie jest biseksualistą". Od 2003 roku jest żoną aktora Nicka Offermana.

## Nagrody
- Nagroda Emmy 2000 i 2006: najlepsza aktorka drugoplanowa w serialu komediowym za Will & Grace